# Pasqal
Pasqal est une jeune pousse française, fondée en mars 2019, spécialisée dans l'informatique quantique, qui travaille sur la mise au point d'un ordinateur quantique à atomes neutres (atomes non ionisés refroidis à quelques microkelvins).

## Historique
Pasqal est créée par Antoine Browaeys, physicien médaille d'argent du CNRS expert dans le domaine de la manipulation des atomes par lasers, et par Georges-Olivier Reymond. Elle est aussi cofondée par Alain Aspect, prix Nobel de physique obtenu « pour les expériences avec des photons intriqués, établissant les violations des inégalités de Bell et ouvrant une voie pionnière vers l’informatique quantique »,.
Pasqal est citée par Emmanuel Macron lors de la présentation en janvier 2021 du plan français pour le développement du quantique qui doit bénéficier d'un plan de financement de 1,8 milliard d’euros, dont un milliard de l'État.
Pasqal fusionne en 2021 avec Qu&Co, start-up spécialisée dans le développement de logiciels adaptés à l'informatique quantique. La première machine de l'entreprise est accessible sur Internet depuis mai 2022, pour que les entreprises puissent tester les cas d'usage de la technologie,.
Pasqal a levé 100 millions d’euros en 2023, provenant notamment du fonds singapourien Temasek. Elle est la première start-up à bénéficier du soutien du Fonds Innovation Défense du Ministère des Armées.
Lauréate avec Atos d'un appel d'offres du consortium européen EuroHPC (en), l'entreprise a reçu commande de deux accélérateurs quantiques de 100 qubits destinés à être couplés à un supercalculateur classique. Une première livraison a eu lieu en 2024 au Très Grand Centre de Calcul du CEA à Saclay, et devrait équiper son équivalent allemand situé à Juliers. Ces deux dispositifs hybrides doivent permettre aux entreprises d'appréhender les avantages du calcul quantique.

## Recherche
Pasqal dispose d'un prototype d'ordinateur quantique au sein de l'Institut d'Optique Graduate School (Paris-Saclay), ainsi que d'un centre de recherche dédié à Massy.
L'entreprise oriente ses recherches vers les atomes refroidis au laser, estimant qu'ils permettent une montée à l‘échelle beaucoup plus rapide. L'ordinateur repose sur l’approche des atomes neutres, où les qubits sont des atomes uniques, qui sont piégés, refroidis à quelques microkelvins et manipulés par des lasers,. Cette approche diffère des techniques à base de supraconducteurs utilisés par des concurrents, tels que Alice & Bob. Les lasers utilisés proviennent de l'Institut d'Optique.
Les « accélérateurs quantiques » ainsi développés sont des racks modulaires de deux mètres sur trois, prévus pour être installés dans des centre de données. Leur consommation électrique est faible, de l'ordre de 7 à 8 kW.
Le 25 juin 2024, Pasqal annonce avoir réussi à charger plus de 1 000 atomes piégés en une seule opération dans son système d’informatique quantique.

## Applications
Pasqal vise deux familles d'applications : la physique fondamentale et l'optimisation. Pour la physique fondamentale, l'entreprise s'intéresse aux calculs concernant les propriétés des matériaux, qui représentent près de 20 % du temps de calcul des supercalculateurs classiques. Pour l'optimisation, Pasqal imagine proposer des solutions aux problèmes de systèmes complexes.
La société travaille actuellement sur un problème soumis par EDF pour optimiser l'utilisation des bornes de recharge électrique de véhicules sur le réseau électrique. EDF utilise déjà la machine de Pasqal dans l’optimisation des moyens de production d’électricité afin de réduire les coûts de quelques pourcentages. De même, CMA CGM espère pouvoir optimiser le chargement de ses navires. Pasqal organise par la suite un hackathon sur le thème de la transition énergétique,.
Dans l'armement, un partenariat avec MBDA est signé en 2021, afin d'aider à la prise en compte des nombreuses variables présentes sur le théâtre militaire.
En juin 2024, Pasqal livre un accélérateur quantique de plus de 100 qubits au Très grand centre de calcul du CEA. Le processeur sera raccordé au supercalculateur Joliot-Curie qui est, avec une puissance de calcul de 22 petaflops, l’un des plus importants de France.